# Mereșeni
Mereșeni è un comune della Moldavia situato nel distretto di Hîncești di 2.785 abitanti al censimento del 2004

## Località
Il comune è formato dall'insieme delle seguenti località (popolazione 2004):
- Mereșeni (2.120 abitanti)
- Sărata-Mereșeni (665 abitanti)